# أرجان (مدينة)
أَرَّجَانُ مدينة تاريخية مندثرة، تقع بين الأحواز وفارس، وتسمى أحيانا في بعض المصادر بمدينة برمقباذ أو بزمقباذ أو أبزقباذ. بناها الملك الساساني قباد بن فيروز.
وقد فتحت برمقباذ أو أرجان على يد الصحابي الجليل أبي موسى الأشعري رضي الله عنه وكان على مقدمته عثمان بن أبي العاص رضي الله عنه وذلك في سنة 27 في خلافة سيدنا عثمان بن عفّان رضي الله عنه إذ تذكر المصادر أن عثمان بن أبي العاص مع أبي موسى الأشعري اجتمعا لفتحها، حيث سار لها الأول من جهة سابور بينما تقدم لها الثاني من جهة البصرة، فتمكنا من فتحها صلحاً على الجزية والخراج سنة 27 هـ / 647 م.
وقد خربت المدينة في المائة الثامنة للهجرة وقام مقامها مدينة بهبهان القائمة لليوم وتقع في إقليم الأحواز (الاهواز) الواقع على ساحل الخليج العربي ويسمى أيضاً بعربستان وخوزستان، والثابت انه حتى عهد قريب (قبل الاحتلال الفارسي لها في عام 1925 م) كانت الأحواز إحدى الإمارات العربية المطلة على الخليج العربي.

## الموقع
مدينة آرجان التاريخية، ما تزال آثارها قائمة على ضفاف نهر مارون، وعلى بعد 8 إلى 12 كيلومترات شمال مدينة بهبهان (الحالية) بمساحة أربعة كيلومترات مربعة.

## أرجان حاليا
و«ارجان» التاريخية هو اسم بهبهان التاريخي، ويعود هذا الاسم إلى 2000 عام قبل الميلاد للحكم العيلامي حيث يذكر المؤرخين في المنطقة نفسها ان بعد اكتشاف قبر لـ «كتين هوتران» في بهبهان وهو بن الملك العيلامي الذي كان يعيش هناك 2000 عام قبل الميلاد، اكتشف معه جام شراب يسمى ارجان وهو معروف في الحقبة العيلامية كما واكتشفت حلقة تبين القوة والشموخ، وجام الشراب هو الذي يسمى ارجان والمدينة تسميتها جاءت من هذا الاسم التاريخي المرتبط بالحكم العيلامي وهذا ما يذكره المؤرخوان الفرس انفسهم عن المدينة.

## ما ذكره المؤرخون

### صاحب حدود العالم
- قال صاحب كتاب حدود العالم: مدينة كبيرة ونزهة ذات تجارات كثيرة ونعم واسعة وهواء طيب. وفي رستاقها عين ماء لايعلم أحد من العالمين عمقها، يخرج منها ماء يكفي لإدارة طاحونة واحدة ثم يجري على الأرض. يرتفع من هذه المدينة الدبس الجيد.[5]

### الطبري
قال الطبري:
- وقباذ بنى بين الاهواز وفارس مدينه الرجان.
- وأَمَرَ قباذ فبنيت في حد ما بين فارس وارض الاهواز مدينه، وسماها رامقباذ، وهي التي تسمى بومقباذ، وتدعى أيضا ارجان وكور كوره، وجعل لها رساتيق من كوره سرق، كوره رام هرمز.[2][6]

### ابن خردادبه
قال ابن خردادبه:
- كوره أرّجان ورساتيقها باش وريشهر واسلجان والملّجان وفرزك ومن شيراز إلى مدينه جور عشرون فرسخا، ومنها إلى البيضاء سبعه فراسخ، ومن النّوبندجان إلى شيراز ثلثه وعشرون فرسخا، وبين شيراز وسابور عشرون فرسخا، وبين شيراز وجور عشرون فرسخا، ومن شيراز إلى مدينه اصطخر اثنا عشر فرسخا، ومن شيراز إلى زرقان اربعه فراسخ، ثم إلى اصطخر ثمانيه فراسخ.[7]

### قدامه بن جعفر
قال قدامة بن جعفر:
- وعثمان بن أبي العاص في آخر خلافة عمر ففتحا أرجان صلحا على الجزية، والخراج، [8]
- ومن نسابل إلى أرجان خمسة فراسخ، ومن مدينة ارجان إلى داسين سبعة فراسخ.[9]

### المسعودي
قال المسعودي:
- وبيت نار بمدينة أرجان من أرض فارس اتخذ في أيام بهراسف.[10]

### الإصطخري
قال الإصطخري:
- فإنها مدينه كبيره كثيره الخير، بها نخيل كثيره وزيتون وفواكه الجروم، وهي بريّه بحريّه سهليه جبليّه، وماؤها سيح، وبينها وبين البحر مرحله؛ وأكبر مدن فارس شيراز، ثم تليها في الكبر فسا، ثم تليها في الكبر سيراف، وتلى سيراف في الكبر أرّجان، وتلى تلك توّج وسابور واصطخر وكثه ودارابجرد وجور وجنّابه والنّوبنجان والغندجان، وهي متقاربه في الكبر.
- واما نواحى كوره ارّجان

أرّجان ومدينتها أرّجان، وبازرنج ليس بها منبر، وبلاد سابور بها منبر، وريشهر بها منبر، وبنيان ليس بها منبر، وكهكاب ليس بها منبر، ودير أيوب ليس بها منبر، والملّجان ليس بها منبر، والسلجان ليس بها منبر، والجلّادجان ليس بها منبر، ودير العمر ليس بها منبر، وفرزك بها منبر، وهنديجان أرّجان ليس بها منبر، ومهروبان بها منبر، وجنّابه بها منبر، وشينيز بها منبر، وصوان النجس ليس بها منبر.
وأما زمومها فإن لكل زمّ منها مدنا وقرى مجتمعه، قد ضمن خراج كل ناحيه منها رئيس من الأكراد، وألزموا إقامه رجال لبذرقه القوافل وحفظ الطرق ونوائب السلطان إذا عرضت، وهي كالممالك. فأما زمّ جيلويه المعروف بالزميجان فإن مكانه في الناحية التي تلى أصبهان، وهو يأخذ طرفا من كوره اصطخر، وطرفا من كوره سابور، وطرفا من كوره أرّجان، فحدّ منه ينتهى إلى البيضاء، وحدّ منه ينتهى إلى حدود أصبهان، وحدّ منه ينتهى إلى حدود خوزستان، وحدّ منه ينتهى إلى ناحيه سابور، وكل ما وقع في هذا من المدن والقرى فمن هذا الزمّ؛ ويتاخمهم في عمل أصبهان البازنجان، وهم صنف من البازنجان الذين هم بزم شهريار، وليس من هؤلاء البازنجان أحد في عمل فارس، إلا أن لهم بها قرى وضياعا كثيره؛ وأما زمّ الديوان، المعروف للحسين ابن صالح وهو من كوره سابور، فإن حدا منه يلى أردشير خرّه، وثلاثه حدود تحيط بها كوره سابور، وكل ما كان من المدن والقرى في أضعافها فهى منها؛ 

### المقدسي
قال شمس الدين المقدسي:
- ولارّجان قوستان داريان مهروبان جنّابه سينيز بلا سابور هندوان.
- قصبه شديده العمارة كثيره الخيرات جليله المدن سريّه الأهل تجمع الثلج والرطب، والليموا والعنب، هي معدن التين والزيتون، وبها يعمل الدبس الفائق والصابون، خزانه فارس والعراق ومطرح خوزستان وأصفهان بها نهر غزير يشقّ البلد وجامع حسن عامر على طرف الأسواق به مناره طويله ظريفه بنيانهم حجر غير مؤلّف وبه سوق البزّازين على عمل سوق سجستان عليه أبواب تغلق كلّ ليله وهو صفوف مصلّبه والأبواب من الأربعة جوانب يقابل بعضها بعضا ولا ترى أحسن من سوق الحنطة بها نظيفه طيّبه في الشتاء قد غابت في النخيل والبساتين وآبارها حلوه وقل ما شئت في الخبزات والأسماك والثلج والرطب الّا انها في الصيف جهنّم ويملح ماء النهر من وقت العنب إلى وقت المطر ولا ترى النساء في بلد اغنّ منهنّ بها، لها ستّه دروب درب الأهواز درب ريشهر درب شيراز درب الرّصافه درب الميدان درب الكيّالين وهي من فتوح عثمان بن أبي العاص والجامع من بناء الحجّاج جومه:

صغيره شربهم من نهر اسم رستاقها بلا سابور وهي جبليّه نزيهه شبه غوطه دمشق يقال انّ سابور بن فارس كان يختارها على جميع البلدان التي عمرها بخراسان وخوزستان وثمّ مات.
- فاما ارّجان فإنها كوره جليله سهليّه جبليّه بحريّه كثيره النخيل والتين والزيتون والدخل والخيرات يحكى عن عضد الدولة انه قال غرضي من العراق الاسم ومن ارّجان الدخل، وارّجان كان ابن قرقيسيا بن فارس غضب على أبيه ورحل من أقور فكوّرت له هذه الكورة وأضيف اليها بعض مدن أردشيرخرّه وغيرها وان قويت مقاله من جعل رامهرمز من فارس فيجوز ان تكون من المضافات وقد ردّت الآن إلى خوزستان، وقصبه ارّجان على اسمها ومن مدنها نحو البحر قوستان داريان مهربان جنّابه سينيز وفي الجبال جومه هندوان.[12]

### ابن مسكويه
قال ابن مسكويه:
- ثم ملك قباذ بن فيروز أخو بلاش

وكان صار إلى خاقان يستنصره على أخيه بلاش ويذكر أنّه أحقّ بالملك منه.
فبقى هناك أربع سنين، ثمّ جهّزه خاقان. فلمّا عاد وبلغ نيسابور بلغه موت أخيه بلاش. وكان في وقت اجتيازه تزوّج ابنة رجل من الأساورة متنكّرا، وواقعها، فحملت بأنوشروان. ولما عاد في هذا الوقت الذي ذكرناه، سأل عن الجارية، فأتى بها وبابنه أنوشروان. فتبرّك به وبها. ولما بلغ حدود فارس والأهواز بنى مدينة أرجان، وبنى حلوان، وبنى قباذ خرة، وعدة مدن أخر.

### ناصر خسرو
قال ناصر خسرو:
- أرجان مدينه كبيره بها عشرون ألف رجل وفي الجانب الشرقي منها نهر ينحدر من الجبل الذي شقت عند جانبه الشمالي أربع ترع عظيمه تتخلل المدينة وقد أنفق في إنشائها مال كثير وتسير هذه الترع إلى ما وراء أرجان وقد زرعت على شواطئها الحدائق والبساتين وبها كثير من النحل وأشجار النارنج والترنج والزيتون وبنيت أرجان بحيث يكون ما تحت الأرض من بيوتها مساويا لما فوقها ويتخلل الماء هذه المساكن الأرضية والسراديب في جميع جهات المدينة حيث يستريح الناس في فصل الصيف والناس هناك على مذاهب شتى وإمام المعتزلة اسمه أبو سعيد البصري وهو رجل فصيح يدعي العلم بالهندسة والحساب وقد تباحثت معه وسأل كل منا الآخر وأجابه كما سمعت منه في علمي الكلام والحساب وغيرهماغادرت أرجان في أول المحرم سنه أربع وأربعين وأربعمائه (2 مايو 1052) وَقد اتجهنا نَاحيَه اصفهان عن طريق كوهستان فبلغنا في الطريق جبلا به شق ضيق يقول العامة إن بهرام جور شقه بسيفه ويسمونه شمشير بريد ورأينا في هذا المكان ماء متدفقا يتفجر من عين على يميننا وينزل من مكان عال ويقول العامة إن هذا الماء يجوم تفجره في الصف أما في الشتاء فيقف ويتجمد.
- ثم بلغنا لوردغان وبينها وبين أرجان أربعون فرسخا ولوردغان هذه هي حدود فارس ومن هناك بلغنا خان لنجان ورأيت اسم السلطان طغرل بيك مكتوبا على بابها ومنها إلى أصفهان سبعه فراسخ ويعيش أهل خان لنجان آمنين هادئين كل منهم مشتغل بعمله وشؤون بيته وفي الثامن من صفر سنه أربع وأربعين وأربعمائه (10 يونيو 1052) قمنا من هناك فبلغنا مدينه اصفهان وَمن الْبَصْرَه اليها ثمانون ومائه فرسخ وهي مشيده على أرض مستويه ماؤها عذب وهواؤها عليل وحيثما حفرت الأرض عشر أذرع خرج ماء عذب بارد[14]

### الادريسي
قال الادريسي:
- فمنها كورة أرجان وهي أصغر كور فارس وقاعدتها سابور كما قلناه وبهذه الكورة مدينة منذ والنوبندجان وكازرون ولكن هذه كورة تنسب إلى سابور وهو الذي ابتنى المدينة المسماة بسابور وإليها تنسب الثياب السابورية ومنها سينيز واسلجان والملجان وفرزك وباش.
- ومنها كورة دارابجرد ومدينتها دارابجرد وفسا وهي أكبر وأعم غير أن الكورة منسوبة إلى دارا الملك وطمستان وكردبان ونيريز والفستجان والابجرد والانديان وجويم وماذوان وخسوا وفرج وتارم.

واصطخر أكبر بلادها ومن كور اصطخر مدينتها البيضاء ونهران وابرج ومايين والبرانجان والميادوان والكاسكان وكرم والهزار وناحية الروذان والأذركان وابرقويه.
ومن الكور أيضا بفارس كورة سابور.
- وفيها مدن كثيرة كبار وصغار يجب ذكرها هاهنا وسنأتي بمسافاتها في الطرقات المتصلة بالبلاد.
- فأما أرجان فإنها حد بين فارس وخوزستان. هي مدينة حسنة في غاية الطيب ولها رساتيق وخصب ونخيل وكروم وفواكه عامة مثل الجوز والأترج والخوخ والزيتون الكثير والزيت وماؤها غير طيب ولا شروب وعلى باب أرجان مما يلي خوزستان على نهر طاب قنطرة تنسب إلى الديلمي طبيب الحجاج بن يوسف وهي طاق واحد سعة ما بين عموديها على وجه الأرض ثمانون خطوة وارتفاعها ما يحمل ذلك.[15]

### ابن عساكر
قال ابن عساكر:
- البلد السادس عشر ارجاة
- أولا التعريف بالبلد ارجاة مدينة من ناحية خابران من نواحي أبيورد من خراسان ثانيا الحديث وراويه فضل العلم والورع
أخبرنا الشريف أبو القاسم عبد الملك بن عبد الله بن عمر بن محمد
ابن عبد الله بن عمر بن محمد بن جعفر بن محمد بن حفص بن بكير ابن سالم بن عبد الله بن عمر بن الخطاب القرشي العدوي العمري الهروي الواعظ بأرجاة وكان قاطنا بقراءتي عليه قال أنبأ أبو سهل محمد بن ميمون بن علي الواسطي ثم الهروي بهرة قال أنبأ أبو علي منصور بن عبد الله بن خالد بن احمد بن خالد الذهلي الهروي قال أنبا أبو محمد حاجب بن أحمد بن يرحم بن سفيان الطوسي بها قال ثنا عبد الرحيم بن منيب المروزي ثنا إبراهيم بن رستم ثنا نوح بن ابي صريم عن الأعمش عن سالم بن أبي الجعد عن ثوبان رضي الله عنه قال قال رسول الله صلى الله عليه وسلم فضل العلم أفضل من فضل العبادة وخير دينكم الورع ثالثا درجة الحديث ومن أخرجه هذا حديث غريب من حديث ابي عبد الله ويقال أبو عبد الرحمن ثوبان بن جحدر ويقال ابن جحدد الألهاني مولى رسول الله صلى الله عليه وسلم ورضي عنه فأعتقه النبي صلى الله عليه وسلم تفرد به عنه سالم بن أبي الجعد واسم أبي الجعد رافع الأشجعي الكوفي لم نكتبه إلا من حديث أبي بكر إبراهيم بن رستم المروزي الحنفي الفقيه وأصله من كرمان عن أبي عصمة نوح بن أبي مريم المروزي الجامع ولقب بذلك لأنه جمع علوما جمة من الحديث والفقه والأدب عن أبي محمد سليمان ابن مهران الأسدي الكاهلي مولاهم الأعمش الكوفي عنه.

### الحازمي الهمداني
قال الحازمي الهمداني:
- بعد الهمزة راءٌ وآخره نونٌ -: بلدٌ مشهورٌ من بلاد فارس، ينسب إليه نفر من المتأخرين من أهل العلم، والعامه تقوله بضمّ الهمزة وسكون الراء، والصّواب فتحها وتشديد الراء.[17]

### ابن الفقيه
قال ابن الفقيه وغيره: «أبزقباذ هي كورة أزجان بين الأهواز وفارس بكمالها وقد ذكرت مع أرجان»، وفي كتاب الفرس: «أن قباذ بنى أبزقباذ وهي أرجان وأسكنها سبي همذان».

### ياقوت الحموي
قال ياقوت الحموي:
- بفتح أوله وتشديد الراء، وجيم وألف ونون، وعامّه العجم يسمّونها أرغان وقد خفّف المتنبي الراء فقال:

- وقال أبو عليّ: أرّجان وزنه فعلان، ولا تجعله أفعلان، لأنك إن جعلت الهمزة زائده، جعلت الفاء والعين من موضع واحد، وهذا لا ينبغي أن يحمل على شيء لقلّته. ألا ترى أنه لا يجيء منه إلا حروف قليله، فإن قلت إن فعلان بناء نادر، لم يجيء في شيء من كلامهم، وأفعلان قد جاء نحو أنبخان وأرونان، قيل: هذا البناء وإن لم يجيء في الأبنية العربية، فقد جاء في العجمي بكم اسما، ففعلان مثله إذا لم يقِّد بالألف والنون، ولا ينكر أن يجيء العجمي على ما لا تكون عليه أمثله العربي. ألا ترى أنه قد جاء فيه نحو سراويل في أبنيه الآحاد، وإبريسم وآجرّ ولم يجيء على ذلك شيء من أبنيه كلام العرب؟
- فكذلك أرجان، ويدلّك على أنه لا يستقيم أن يحمل على أفعلان، أن سيبويه جعل إمّعه فعّله، ولم يجعله إفعله، بناء لم يجيء في الصفات وإن كان قد جاء في الأسماء نحو إشفى وإنفحه وإبين، وكذلك قال أبو عثمان في أمّا، في قولك: أما زيد فمنطلق، إنك لو سمّيت بها لجعلتها فعّلا ولم تجعلها أفعل لما ذكرنا، وكذلك يكون على قياس قول سيبويه وأبي عثمان: الإجّاص والإجّانه والإجّار فعّالا، ولا يكون إفعالا. والهمزة فيها فاء الفعل، وحكى أبو عثمان: في همزه إجّانه الفتح والكسر، وأنشدني محمد بن السري:

وقال الاصطخري: أرّجان مدينه كبيره كثيره الخير، بها نخيل كثيره وزيتون وفواكه الجروم والصّرود، وهي بريّه بحريه، سهليّه جبليّه، ماؤها يسيح بينها وبين البحر مرحله، وبينها وبين شيراز ستون فرسخا، وبينها وبين سوق الأهواز ستون فرسخا، وكان أول من أنشأها، فيما حكته الفرس، قباذ بن فيروز والد أنوشروان العادل، لما استرجع الملك من أخيه جاماسب وغزا الروم، افتتح من ديار بكر مدينتين: ميّافارقين وآمد وكانتا في أيدي الروم، وأمر فبني فيما بين حدّ فارس والأهواز مدينه سماها أبز قباذ، وهي التي تدعى أرّجان، وأسكن فيها سبي هاتين المدينتين، وكوّرها كوره، وضمّ إليها رساتيق من رامهرمز وكوره سابور وكوره أردشير خرّه وكوره أصبهان، هكذا قيل.
وإن أرجان لها ذكر في الفتوح، ولا أدري أهي غيرها أم إحدى الروايتين غلط، وقيل: كانت كوره أرجان بعضها إلى أصبهان، وبعضها إلى اصطخر، وبعضها إلى رامهرمز، فصيرت في الإسلام كوره واحده من كور فارس. وحدّث أحمد بن محمد بن الفقيه، قال: حدثني محمد بن أحمد الأصبهاني، قال: بأرّجان كهف في جبل ينبع منه ماء شبيه بالعرق من حجاره، فيكون منه هذا الموميا الأبيض الجيد، وعلى هذا الكهف باب من حديد وحفظه، ويغلق ويختم بخاتم السلطان إلى يوم من السنة يفتح فيه، ويجتمع القاضي وشيوخ البلد حتى يفتح بحضرتهم، ويدخل إليه رجل ثقه عريان، فيجمع ما قد اجتمع من الموميا، ويجعله في قاروره، فيصير ذلك مقدار مائه مثقال أو دونها، ثم يخرج ويختم الباب بعد قفله إلى قابل، ويوجه بما اجتمع منه إلى السلطان، وخاصيّته لكل صدع أو كسر في العظم يسقى الإنسان الذي قد انكسر شيء من عظامه مثل العدسة، فينزل أول ما يشربه إلى الكسر فيجبره ويصلحه لوقته، وقد ذكر البشّاري والاصطخري: إن هذا الكهف بكوره دارابجرد. وأنا أذكره إن شاء الله هناك. ومن أرجان إلى النّوبندجان نحو شيراز سته وعشرون فرسخا، وبينهما شعب بوّان الموصوف بكثره الأشجار والنزهة، وسنذكره في موضعه إن شاء الله تعالى. وينسب إلى أرجان جماعه كثيره من
أهل العلم، منهم أبو سهل أحمد بن سهل الأرجاني، حدّث عن أبي محمد زهير بن محمد البغدادي، حدّث عنه أبو محمد عبد الله بن محمد الاصطخري، وأبو عبد الله محمد بن الحسن الأرجاني، حدّث عن أبي خليفه الفضل بن الحباب الجمحي، حدّث عنه محمد بن عبد الله بن باكويه الشيرازي، وأبو سعد أحمد بن محمد ابن أبي نصر الضرير الأرجاني الجلكي الأصبهاني، سمع من فاطمه الجوزدانيه، ومات في شهر ربيع الأول سنه 606، والقاضي أبو بكر أحمد بن محمد بن الحسين الأرجاني الشاعر المشهور، كان قاضي تستر، ولد في حدود سنه 460 ومات في سنه 544، وغيرهم.

### القزويني
قال القزويني:
- مدينة مشهورة بأرض فارس، بناها قباذ بن فيروز والد أنوشروان العادل؛ قال ابن الفقيه: من عجائبها كهف في حبل ينبع منه ماء شبيه بعرق يترشح من حجارته، يكون منه الموميا الجيد الأبيض، وعلى هذا الكهف باب حديد وحفظة، يغلق ويختم بختم السلطان إلى يوم من السنة يفتح فيه ويحضر القاضي ومشايخ البلد ويدخل الكهف رجل عريان، فيجمع ما قد اجتمع فيه من الموميا ويجعله في قارورة، فيكون مقدار مائة مثقال أو دونها، ثم يغلق الباب ويختم إلى القابل. وخاصيته أن الأنسان إذا سقي منه مقدار عدسة وقد انكسر من أعضائه شيء أو انهشم ينرل كما يشربه إلى الكسر والهشم ويصلحه.

وبها قنطرة عجيبة على نهر طاب، وهي قوس واحدة سعة ما بين القائمتين ثمانون خطوة، وارتفاعها مقدار ما يخرج منها راكب الجمل وبيده أطول الأعلام.وبها بئر صاهك. ذكر أهل ارجان: أنهم امتحنوا قعرها بالمثقلات والارسان فلم يقفوا منها على قرار. يفور الدهر كله منها ماء رحى يسقي تلك القرية.
وإليها ينسب الفضل بن علان من أعيان أرجان، كان به حمى الربع. قيل له: ان النعمان بن عبد الله يقدم غداً والوجه أن تتلقاه. فقال: كيف ذلك وغداً نوبة الحمى؟ لكن يا غلام هات اللحاف حتى أحم اليوم، وغداً أتلقى الرجل! 

### عبد المومن البغدادي
قال عبد المومن البغدادي:
- بفتح أوّله، وتشديد ثانيه، وجيم وألف ونون؛ وعامّه العجم يسمونها أرّغان بالغين، وقد خفّف المتنبى الراء في شعره ، وهي مدينه كبيره كثيره الخير، بها نخل وزيتون وفواكه الجروم والصّرود، وهي برّيّه بحريّه سهليه جبليّه، بينها وبين البحر مرحله. وهي من كوره فارس.[20]

### الحميري
قال الحميري:
مدينة بين فارس والأهواز، بناها قباذ بن فيروز ملك الفرس وهو أنوشروان وأسكن فيها سبي همدان، وفيها قبر يوحنا الحواريّ صاحب عيسى، عليه الصلاة والسّلام، وهي المذكورة في قول المتنبي:
و منها أحمد بن الحسين الارجاني أبو بكر فاضل شاعر ورد بغداد ومدح خليفتها المستظهر بالله، ومن شعره:
ذكره ابن السمعاني وأثنى عليه في ذيل كتاب الخطيب وأطنب في ذكره والثناء عليه.

## بروسوى
- قال محمد بن على، بروسوى:

أرجان : من اللباب: بفتح الألف وسكون الرّاء المهملة وفتح الجيم وفي آخرها نون بعد الألف، قال ابن الجواليقيّ في المعرّب: أرّجان بتشديد الرّاء المفتوحة على وزن فعّلان بتشديد العين ويقال لها أرغان بالغين المعجمة، وهي مدينة من الثالث في آخر حدّ فارس من جهة خوزستان. وهي كبيرة كثيرة الخير، وبها النّخل والزيتون كثير، وهي بريّة بحرية سهليّة جبليّة، وهي عن البحر على مرحلة. في الأطوال: طولها عز ل عرضها ل ل. في القانون: طولها عز ك عرضها لا.
.

## في الشعر
وورد ذكرها في قصائد للمتنبي منها رائيته الرائعة التي مطلعها:
ففيها يقول: